# SENER

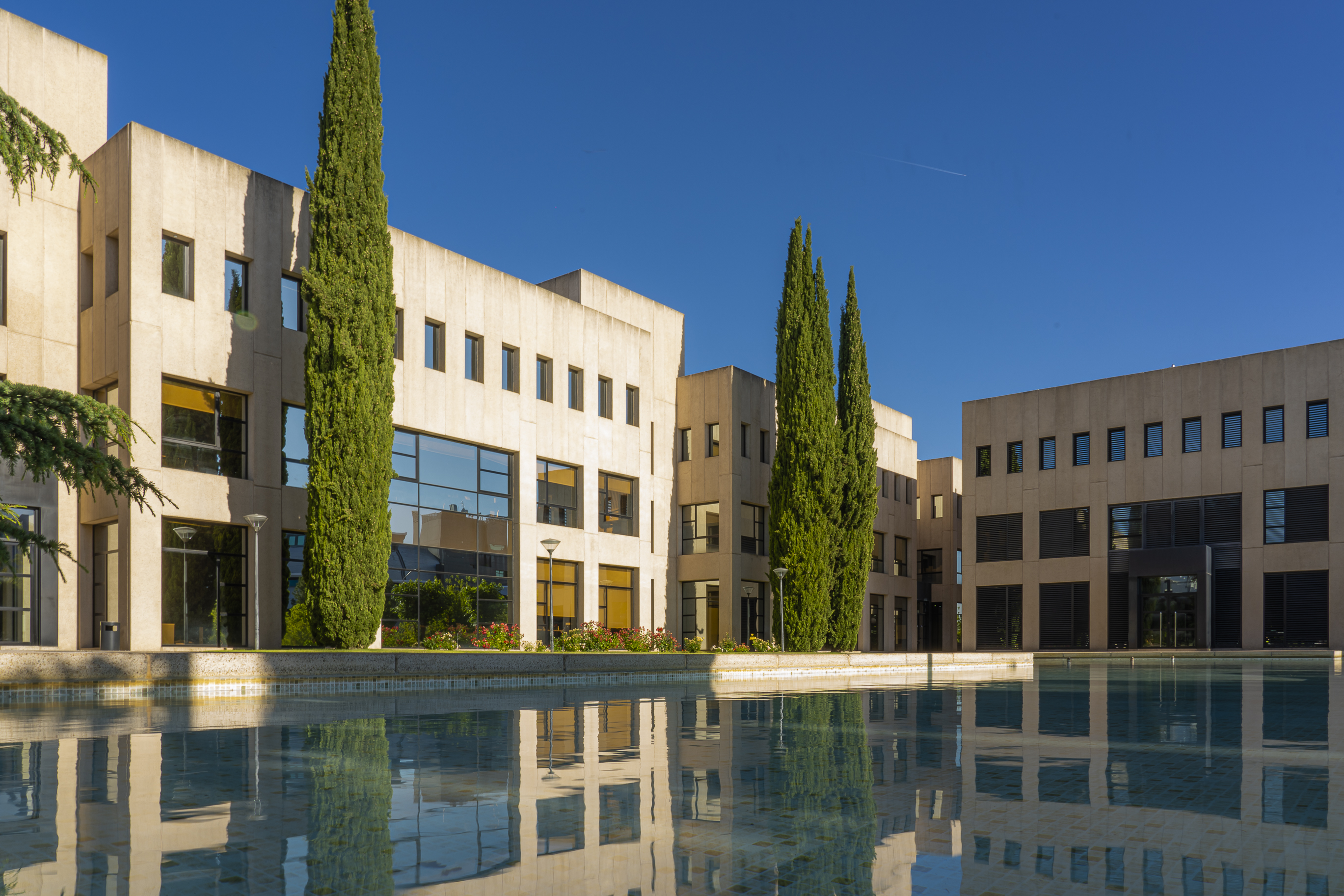
Fotografia das instalações oficiais de SENER

SENER é um grupo privado de engenharia e tecnologia, fundado em 1956, que oferece soluções tecnológicas. O grupo reúne atividades próprias de engenharia e construção, além de participações industriais em companhias que trabalham nas áreas de energia e meio ambiente, como também na indústria aeronáutica.

## SENER Engenharia e Sistemas
A área de engenharia e construção, chamada SENER Engenharia e Sistemas, tem uma faturação anual de mais de 653 milhões de euros (dados de 2011), cerca de 2.200 funcionários e escritórios em Abu Dhabi, Argel, Barcelona, Bilbao, Buenos Aires, Busan, Lisboa, Madri, Cidade do México, Okayama, San Francisco, Sevilha, Valência e Varsóvia. Desenvolve projetos nos setores de engenharia aeroespacial; energia e processos; engenharia civil e arquitetura; e engenharia naval.

### Engenharia aeroespacial
Durante os últimos 43 anos, a SENER vem fornecendo equipamentos, integração de sistemas e serviços de engenharia para os mercados internacionais do setor espacial, de aeronáutica, veículos e defesa. No setor espacial, a empresa desenvolve componentes e sistemas para o acompanhamento de voo em suas três áreas de atividade: mecanismos de precisão, sistemas GNC e cargas úteis ópticas. Na área de mecanismos de precisão, executa projetos como o fornecimento do sistema completo das antenas da missão Solar Orbiter e as antenas de ganho médio e alto para o satélite BepiColombo. Em cargas úteis ópticas, realiza trabalhos como a câmara ultravioleta do satélite World Space Observatory. No que se refere a sistemas de Guia, Navegação e Controle (GNC), entre seus projetos está o sistema de controle de atitude e órbita (AOCS) da Herschel e Planck e é a contratante principal no Proba 3. Esta atividade é complementada com os projetos da NTE-SENER, empresa pertencente a SENER especializada - dentro do setor espacial - em projetos de apoio ao suporte de vida, como os projetos MARES ou MELISSA da Agência Espacial Europeia.
Na área de Aeronáutica e Veículos, a empresa executa o design detalhado de veículos de automação e de instalações de ferramentas complexas para as linhas de produção aeronáuticas. Neste campo já entregou sistemas de produção turn key para os reforços da asa e montagem do HTP do A350XWB. Na produção de básicos, fornece máquinas "turn key", como sistemas de conformação a quente ou hot forming e máquinas de pultrusão para a produção de longarinas.
Na área de Defesa, o campo principal são os mísseis: subsistemas, sistemas de atuação e controle e sistemas de guia SAL. Conta com a capacidade de oferecer sistemas completos. Entre seus projetos, está o fornecimento dos Taurus da Aeronáutica como contratante principal ou na participação no sistema de atuação nos programas IRIS-T e Meteor. Na Espanha, está a frente do futuro no sistema de defesa aérea "Sagitario" ao Exército e à Aeronáutica.

### Energia e processos
Desenvolve plantas de processo e geração elétrica, especialmente em centrais de ciclo combinado, cogeração, plantas termo solares (a empresa participou em 26 plantas na Índia, EUA e Espanha, entre as quais se destacam a Gemasolar, Valle 1 e Valle 2), energia nuclear, plantas de regasificação de gás natural liquefeito (como Gate terminal na Holanda ou os terminais da SAGGAS), biocombustíveis, unidades de refinamento, química, petroquímica e plásticos, sistemas de transporte, armazenamento e distribuição de combustíveis sólidos, líquidos e gasosos.

### Engenharia Civil e arquitetura
Nesta área, a SENER executa a engenharia completa em projetos de infraestruturas ferroviárias (Linha Internacional de Alta Velocidade Figueras – Perpinhã), alta velocidade (trechos das linhas de Alta Velocidade Madri – Valência e Madri – Barcelona), metrôs e bondes (como as linhas 1,2 e 4 do metrô de Bilbao, linha 9 do metrô de Barcelona ou o light rail do Porto), estradas e rodovias (elaboração da normativa ITS - Intelligent Transport Systems para o México), aeroportos (Aeroporto de Lublin, elaboração do Plano Diretor do Aeroporto da Cidade do México, etc.), portos (como é o caso do projeto de dragagem em portos da Catalunha 2009 - 2012), trabalhos marítimos, hidráulica, meio ambiente, arquitetura e urbanismo (reconstrução do estádio de futebol de Cracóvia, do Bilbao Exhibition Centre ou do estacionamento do Aeroporto de Valência).

### Engenharia naval
A SENER sempre preservou sua vocação naval original, área em que se destaca graças a seu Sistema FORAN. O FORAN é um sistema CAD/CAM para o design, produção e fabricação de navios. Inclui vários pacotes de aplicativos, uma série de módulos comuns (estratégia construtiva, desenho 2D, revisão do modelo através de navegação 3D, engenharia concorrente), conexões com as máquinas de produção, conexões com sistemas de gestão e inclusive seu próprio meio de desenvolvimento. Ele funciona sobre estações de trabalho com sistema operacional Windows, conectadas em redes LAN ou WAN, e permite uma definição completamente interativa e concorrente do modelo 3D do navio. A informação atualizada é armazenada em uma base de dados Oracle, disponível aos designers de um amplo leque de disciplinas. A definição de cada parte ou grupo construtivo do navio supõe a definição paralela de seus processos de produção, de maneira que a maior parte da informação de produção é gerada de forma automática, com exatidão e ajustada às necessidades de cada caso.
A empresa também executa projetos de engenharia e projeto de navios, como a reforma e modernização do quebra-gelo da Armada Argentina “Almirante Irizar” ou o Ferry Boat Viking Line para a "Astilleros de Sevilla".

## SENER Grupo de Engenharia
O SENER Grupo de Engenharia - a empresa matriz - promove e participa em negócios de fabricação e produção. Através da Área Aeronáutica está presente em consórcios como a Indústria de Turbo propulsores ITP (a única indústria espanhola de motores aeronáuticos e turbinas de gás, que teve seu surgimento impulsionado pela SENER em 1984; e onde é atualmente o acionista maioritário). A SENER na Área de Energia e Meio Ambiente promove projetos, nos quais também participa como acionista através da contribuição de tecnologias próprias, de energias renováveis e valorização energética de resíduos, como o Zabalgarbi, Tracjusa, Valpuren Comatur, Valpuren Bañuelo e Torresol Energy. Todas as sociedades que formam a área de Energia e Meio Ambiente estão baseadas em tecnologias e processos desenvolvidos dentro do Grupo. Em 2011 se destacou a entrada em operação comercial da planta termo solar Gemasolar, propriedade da Torresol Energy e com potência nominal de 19,9 MWe.

## Fundação SENER
Em 2002, a SENER criou a Fundação SENER com a finalidade de apoiar pessoas ou grupos espanhóis e estrangeiros - com destaque por sua competência científica e tecnológica - em sua formação e trabalho, contribuindo assim com o avanço da sociedade. No apoio a jovens engenheiros recém-graduados, a Fundação concede bolsas para estudos de pós-graduação, que são complementadas com bolsas de trabalho na SENER e que facilitam a integração destes profissionais em projetos de tecnologia.